# NF-Board
NF-Board (New Football Federations-Board , NFB) — спортивная организация, образованная в 2003 году, объединяла сборные по футболу стран (зачастую непризнанных государств, автономий внутри государств), которые официально не были включены в состав ФИФА.
В силу того, что у организации проблемы со спонсорами и меценатами, материальных средств на регулярные турниры не всегда хватало. Тем не менее пять раз на протяжении 2008—2012 годов провела турнир на кубок VIVA World Cup.
NF-Board распалась в 2013 году в результате внутренних проблем.
Фактическим преемником можно считать Конфедерацию независимых футбольных организаций.

## Члены

### Полноправные члены
| Сборная                             | NF-Board код | Ассоциация                                   | Континент        | Дата вступления  | Примечания                              |
| ----------------------------------- | ------------ | -------------------------------------------- | ---------------- | ---------------- | --------------------------------------- |
| Архипелаг Чагос                     | FA00005      | Союз футбола Чагоса                          | Азия             | 12 декабря 2003  |                                         |
| Ассирия                             | FA00028      | Ассирийская футбольная ассоциация            | Азия             | 13 декабря 2008  | с 29 июня 2008 ассоциированный член     |
| Гоцо                                | FA00025      | Футбольная ассоциация Гоцо                   | Европа           | 13 декабря 2008  | с 27 сентября 2007 ассоциированный член |
| Гренландия                          | FA00017      | Гренландский футбольный союз                 | Северная Америка | 25 марта 2006    | с 13 октября 2005 временный член        |
| Западное Папуа                      | FA00014      | Футбольная ассоциация Западного Папуа        | Азия             | 30 сентября 2006 | с 11 июня 2005 временный член           |
| Иракский Курдистан                  | FA00027      | Футбольная ассоциация Иракского Курдистана   | Азия             | 13 декабря 2008  | с 29 июня 2008 временный член           |
| Лапландия                           | FA00002      | Саамская футбольная ассоциация               | Европа           | 12 декабря 2003  |                                         |
| Окситания                           | FA00011      | Ассоциация футбола Окситании                 | Европа           | 25 марта 2006    | с 11 июня 2005 временный член           |
| Падания                             | FA00026      | Федерация футбола Падании                    | Европа           | 10 декабря 2007  |                                         |
| Прованс                             | FA00029      | Ассоциация футбола Прованса                  | Европа           | 13 декабря 2008  | с 29 июня 2008 временный член           |
| Реция                               | FA00034      |                                              | Европа           | 12 декабря 2011  |                                         |
| Риека                               | FA00019      | Федерация футбола Риеки                      | Европа           | 25 марта 2006    |                                         |
| Рома                                | FA00012      | Федерация футбола цыган                      | Европа           | 25 марта 2006    | с 11 июня 2005 временный член           |
| Турецкая Республика Северного Кипра | FA00003      | Кипрско-Турецкая федерация футбола           | Азия             | 25 марта 2006    | с 12 декабря 2003 временный член        |
| Сомалиленд                          | FA00013      | Футбольная ассоциация Сомалиленда            | Африка           | 30 сентября 2006 | с 19 мая 2004 временный член            |
| Тибет                               | FA00004      | Тибетская национальная футбольная ассоциация | Азия             | 25 марта 2006    | с 12 декабря 2003 временный член        |
| Южный Камерун                       | FA00016      | Футбольная ассоциация Южного Камеруна        | Африка           | 30 сентября 2006 | с 11 июня 2005 временный член           |
| Южное Молукку                       | FA00015      | Федерация футбола Южного Молукку             | Азия             | 30 сентября 2006 | с 11 июня 2005 временный член           |

### Ассоциированные члены
| Сборная                        | Ассоциация                                     | Континент | Дата вступления  | Примечания                                                   |
| ------------------------------ | ---------------------------------------------- | --------- | ---------------- | ------------------------------------------------------------ |
| Ватикан                        | Футбольная Ассоциация Ватикана                 | Европа    | 2011             |                                                              |
| Дарфур                         | Дарфурская футбольная ассоциация               | Африка    | 5 мая 2012       |                                                              |
| Занзибар                       | Футбольная ассоциация Занзибара                | Африка    | 19 мая 2004      | Ассоциированный член локальной конфедерации, входящей в КАФ  |
| Западная Сахара                | Федерация футбола Западной Сахары              | Африка    | 12 декабря 2003  |                                                              |
| Ичкерия                        | Чеченская футбольная федерация                 | Европа    | 11 июня 2005     |                                                              |
| Касаманс                       | Ассоциация Касаманского футбола                | Африка    | 28 сентября 2007 |                                                              |
| Каталония                      | Федерация футбола Каталонии                    | Европа    | 2011             |                                                              |
| Кирибати                       | Футбольная ассоциация Кирибати                 | Океания   | 10 декабря 2005  | Ассоциированный член локальной конфедерации, входящей в ФИФА |
| Королевство Обеих Сицилий      | Федерация футбольной лиги Обеих Сицилий        | Европа    | 5 января 2010    |                                                              |
| Корсика                        | Корсиканская футбольная ассоциация             | Европа    |                  |                                                              |
| Масаи                          | Футбольная ассоциация Масаев                   | Африка    | 25 марта 2006    |                                                              |
| Нагорно-Карабахская Республика |                                                | Азия      | 17 сентября 2012 |                                                              |
| Нижняя Саксония                | Союз Нижнесаксонских футбольных ассоциаций     | Европа    | 11 июня 2005     |                                                              |
| Остров Пасхи                   | Ассоциация любительского футбола Острова Пасхи | Океания   | 30 сентября 2006 |                                                              |
| Республика Соже                | Федерация футбола Республики Соже              | Европа    | 11 июня 2005     |                                                              |
| Силенд                         | Футбольная ассоциация Силенда                  | Европа    | 11 июня 2005     |                                                              |
| Сконе                          | Футбольная ассоциация Сконе                    | Европа    | 10 апреля 2011   |                                                              |
| Страна Басков                  | Футбольная федерация Басконии                  | Европа    |                  |                                                              |
| Чиленто                        |                                                | Европа    | 29 апреля 2010   |                                                              |
| Яп                             | Футбольная ассоциация Яп                       | Океания   | 31 июля 2007     |                                                              |

### Бывшие члены
| Сборная   | Ассоциация                                | Континент | Годы членства в NF-Board | Примечания                  |
| --------- | ----------------------------------------- | --------- | ------------------------ | --------------------------- |
| Валлония  | Валонская Международная федерация футбола | Европа    | 2007 — 2008              |                             |
| Монако    | Футбольная Федерация Монако               | Европа    | 2003 — 2010              |                             |
| Гибралтар | Футбольная Федерация Гибралтара           | Европа    | 2006 — 2013              | Стал членом УЕФА и ФИФА     |
| Косово    | Футбольная федерация Косово               | Европа    | 2005 — 2011              | В 2016 принят в УЕФА и ФИФА |

### Кандидаты на членство
| Сборная  | Ассоциация                                              | Континент |
| -------- | ------------------------------------------------------- | --------- |
| Бадахшан | Федерация футбола Горно-Бадахшанской автономной области | Азия      |

## Рейтинг NF-Board
По состоянию на апрель 2012 года
| Место | Команда                             | Очки |
| ----- | ----------------------------------- | ---- |
| 1     | Гваделупа                           | 2367 |
| 2     | Косово                              | 2354 |
| 3     | Занзибар                            | 2316 |
| 4     | Турецкая Республика Северного Кипра | 2270 |
| 5     | Джерси                              | 2229 |
| 6     | Реюньон                             | 2226 |
| 7     | Мартиника                           | 2221 |
| 8     | Гернси                              | 2192 |
| 9     | Гибралтар                           | 2165 |
| 10    | Майотта                             | 2126 |
| 11    | Французская Гвиана                  | 2093 |
| 12    | Аландские острова                   | 2030 |
| 13    | Остров Мэн                          | 2011 |
| 14    | Бонайре                             | 1974 |

| Место | Команда    | Очки |
| ----- | ---------- | ---- |
| 1     | Лапландия  | 1131 |
| 2     | Гренландия | 679  |
| 3     | Кирибати   | 479  |
| 4     | Занзибар   | 150  |